# Darkness Descends
Darkness Descends (с англ. — «Тьма опускается») — второй студийный альбом американской трэш-метал-группы Dark Angel, вышедший 17 ноября 1986 года на лейбле Combat Records. Является первой студийной работой восемнадцатилетнего Джина Хоглана, который впоследствии получит известность как один из самых техничных метал-барабанщиков.
Альбом был спродюсирован Рэнди Бёрнсом, работавшим до этого над такими знаковыми релизами, как Seven Churches Possessed и Peace Sells… but Who’s Buying? Megadeth, и был записан за две недели с небольшим бюджетом, однако из-за разногласий с лейбом относительно обложки выход был отложен на несколько месяцев. Песни демонстрируют беспрецедентную по тем временам скорость игры с интенсивными барабанными партиями и частым использованием двойной бас-бочки. Большая часть текстов затрагивает такие нетипичные для трэш-метала темы, как реинкарнация, эвтаназия, потеря любимых людей и легенды о Нострадамусе.
Практически сразу после присоединения к группе в конце 1984 года Хоглан начал активно участвовать в создании музыки и текстов песен, что значительно сказалось как на музыкальном стиле, так и на тематике альбома. Некоторые критики рассматривают присоединение барабанщика как поворотный момент для группы, благодаря которому Dark Angel смогли выйти на новый уровень исполнения.
В настоящее время Darkness Descends считается классикой своего жанра, оказавшей большое влияние на многих музыкантов экстремального метала и получившей широкое признание среди критиков. За свою скорость и агрессивность альбом признаётся одной из важнейших работ трэш-метала большинством авторитетных музыкальных изданий.

## Предыстория

### We Have Arrived
Dark Angel была основана в 1981 году в городе Дауни Джимом Дёркином (гитара), Доном Доти (вокал) и Робом Яном (бас-гитара). За пару лет группа успела записать несколько демо-записей, пока в 1984 году к коллективу не присоединился гитарист Эрик Мейер. В том же году Dark Angel, в основном собственными силами и на свои деньги, за две недели записали дебютный альбом We Have Arrived, который первоначально вышел в Европе, и только через год состоялся американский релиз.
Ещё перед выходом дебютного альбома Dark Angel отказались от сотрудничества с барабанщиком Джеком Шварцем из-за личных и музыкальных разногласий. Вместо него был приглашён Ли Рауш, некоторое время до этого игравший с трэш-метал-группой Megadeth. Музыканты надеялись на плодотворное сотрудничество, однако спустя несколько месяцев репетиций группа оказалась совершенно неудовлетворена техническими навыками Рауша. В итоге им пришлось отказаться от нового барабанщика, и на некоторое время они снова объединились со Шварцем.

### Приход Джина Хоглана

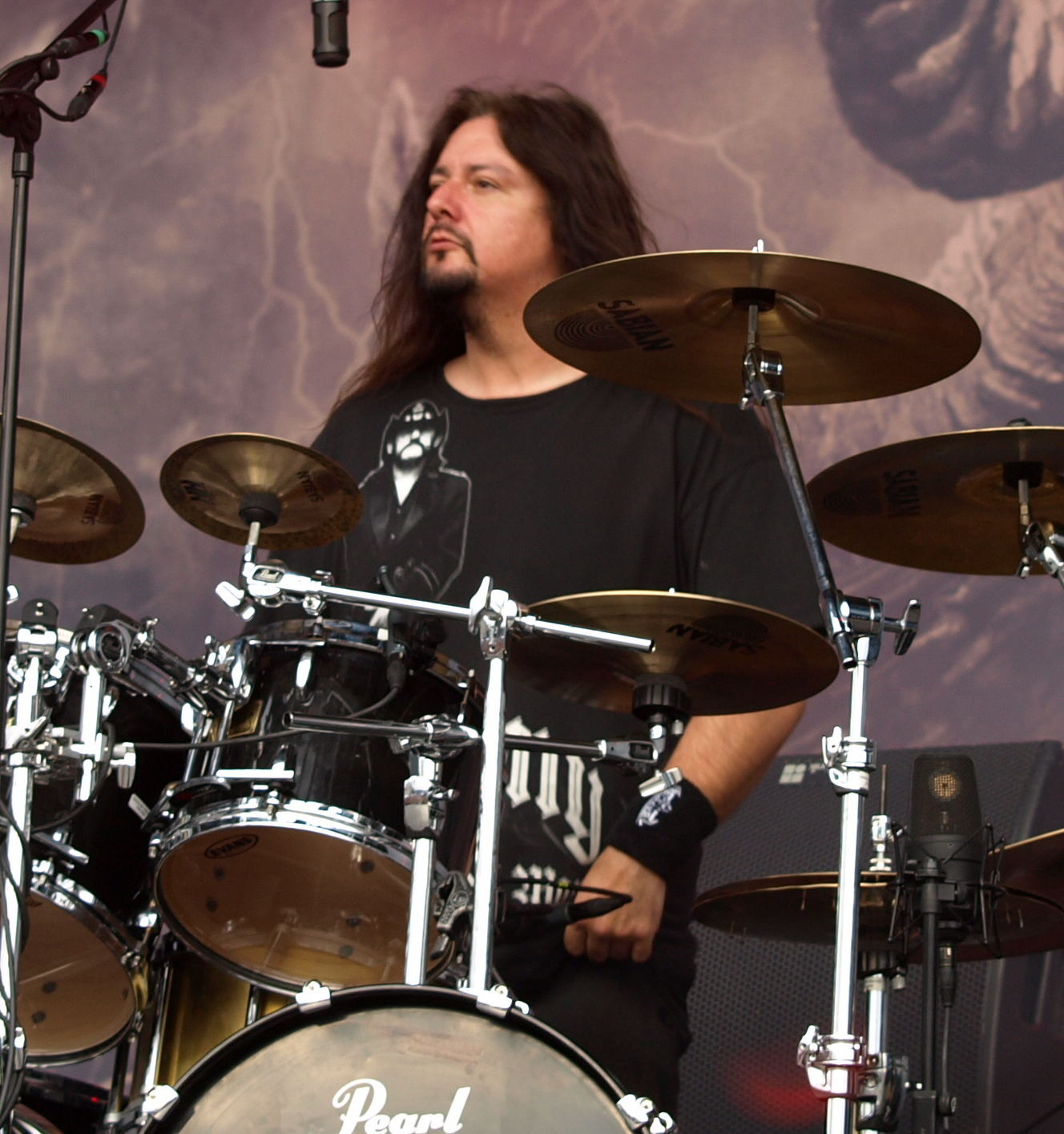
После своего присоединения к Dark Angel Джин Хоглан начал активно участвовать в создании музыки и текстов к новому альбому, что, по мнению ряда критиков, стало одной из причин успеха Darkness Descends

Джим Дёркин познакомился с Джином Хогланом в 1983 году на вечеринке после совместного концерта Dark Angel и Slayer, для которых Хоглан в то время занимался освещением на их выступлениях. Музыканты обнаружили у себя схожие музыкальные вкусы и быстро стали хорошими друзьями. После того, как группа уволила Джека Шварца, Дёркин однажды пришёл на репетицию группы Wargod, в которой в то время Хоглан играл на ударных. Гитарист был впечатлён игрой своего друга, предложив ему занять место барабанщика в своей группе. 10 декабря 1984 года семнадцатилетний Джин Хоглан присоединился к Dark Angel, а 31 декабря уже отыграл с ними первый концерт. Сам Хоглан говорил, что окончательное решение о вступлении в группу он принял в октябре 1984 года после прослушивания двух их новых композиций, «Perish in Flames» и «The Burning of Sodom», которые сильно впечатлили юного музыканта. Несмотря на то, что Хоглан не принимал участия в записи ударных к дебютному альбому Dark Angel, он присутствует на фотографиях к We Have Arrived вместо Джека Шварца. Хоглан вспоминал, что он нередко находился в студии во время его записи, приняв участие в создании текста к песне «No Tomorrow».
Спустя три недели после присоединения Хоглана было написано вступление к «Darkness Descends». Затем музыканты написали «Hunger of the Undead», «Death is Certain (Life is Not)», саму «Darkness Descends» и «Black Prophecies». «Black Prophecies» была создана в последний момент, за день до начала записи альбома. Хоглан принимал активное участие в написании песен, написав большинство текстов и часть гитарных риффов, привнеся их из неиспользованного материала для Wargod. По его воспоминаниям, создание песен не было строго организовано, и музыканты зачастую просто предлагали «рифф сюда, рифф туда». За несколько месяцев до начала записи басист Роб Ян принял решение покинуть коллектив. Несмотря на приход Хоглана и написание новых песен, он не видел дальнейших перспектив для группы и хотел сконцентрироваться на своей основной работе по продаже автомобилей. Невзирая на его уход, музыканты сохранили между собой дружеские отношения.
После выхода We Have Arrived с группой связался лейбл Combat Records, который высказал желание спродюсировать их вторую запись. Когда песни для Darkness Descends были практически готовы, группа связалась с представителями лейбла и отправила им демонстрационную кассету. Combat понравился полученный материал, и Dark Angel подписали с ними контракт.

## Запись
Запись альбома была начата 14 апреля 1986 года, в день начала операции «Каньон Эльдорадо», в ходе которой США совершили несколько авиаударов на территории Ливии. Джин Хоглан комментировал это совпадение: «Отлично, мы начинаем записывать саундтрек к Апокалипсису в день начала Апокалипсиса». Записью руководил представленный лейблом продюсер Рэнди Бёрнс, который до этого только что записал Peace Sells… but Who’s Buying? Megadeth, а годом ранее спродюсировал дебютный альбом Possessed Seven Churches. Первоначально группа вошла в Music Grinder Studios в Голливуде для записи ударных. Вместо ударной установки Хоглана использовалась местная студийная установка Gretsch компании Drum Doctors, на которой записывался Гар Самуэльсон из Megadeth. В первый день Хоглан записал шесть песен из семи, оставив на следующий день недавно созданную «Black Prophecies», которую до момента записи он играл всего несколько раз. Несмотря на это, он записал эту песню с первого дубля, таким образом потратив на запись своих партий два дня. Для молодого барабанщика эта запись являлась первой студийной работой в его жизни.
После этого группа переместилась в Mad Dog Studios, находящуюся в районе Лос-Анджелеса Венеции, для записи гитар и вокала. Джим Дёркин использовал гитару Dean Explorer, являющуюся копией Gibson Explorer, а Эрик Мейер играл на Jackson Randy Rhoads Flying V. Гитары записывались с использованием усилителей Marshall. Несмотря на то, что Роб Ян покинул группу за два месяца до начала записи, он согласился записать партии бас-гитары. Эрик Мейер позже нелестно отзывался о сотрудничестве с Рэнди Бёрнсом, так как последний после работы с Megadeth активно употреблял наркотические вещества, часто находился во время записи в нетрезвом состоянии и практически не участвовал в препродакшен-фазе работы над альбомом.
Для получения приемлемых вокальных партий Хоглан и Дёркин постоянно оскорбляли и ругали Дона Доти во время его записи, что повергло в шок Бёрнса. По словам Хоглана, иной подход бы не подошёл для Доти, и, чтобы выжать из его вокала весь максимум возможного, приходилось применять более агрессивные методики. В конечном счёте, продюсер не выдержал и выгнал барабанщика из кабины звукорежиссёра на время записи вокала, однако Хоглан остался доволен полученным результатом. Уже во время записи вокальных партий Хоглан завершил создание текста к «Black Prophecies», подробно описав Доти ритм и мелодию вокала. Таким образом, эта песня была последним записанным треком для альбома.
Группа также планировала выпустить в альбоме кавер на песню Black Sabbath «War Pigs». Однако уже после записи музыканты обнаружили, что они забыли исполнить третий куплет, из-за чего этот кавер не был включён в альбом. Наконец, после десяти сессий звукозаписи, 2 мая группа завершила запись альбома. Весь следующий день музыканты потратили на сведение полученного материала, и 4 мая группа вышла из студии с финальным миксом. В общей сложности бюджет альбома составил 11 тысяч долларов, из которых семь с половиной было потрачено непосредственно на саму запись, а оставшиеся деньги ушли на художественное оформление.

## Обложка
Для создания обложки был приглашён Син Роджерс, работавший до этого над оформлением дебютного альбома группы. В первоначальном варианте, с использованием фотографий и специальных эффектов, изображался человек, лежащий на больничной каталке и накрытый белой простынёй, из разорванной груди которого вырывалась почерневшая рука, держащая окровавленное распятие. Музыканты были в восторге от этой работы, однако руководству Combat Records категорически не понравилось подобное изображение. Спустя пару месяцев после передачи лейблу первоначального варианта, Combat сообщили группе, что необходимо переделать обложку, и Dark Angel снова связались с Роджерсом, который создал итоговую версию. Из-за этих проблем с художественным оформлением релиз альбома был отложен на несколько месяцев.
Надгробие для обложки было сделано из полистирола, а ручки по его краям — это деревянные ручки от кровати с балдахином. Под надгробием находилась специально сконструированая яма, из которой люди высовывали руки, изображая восставших из могилы мертвецов. Логотип группы был оформлен будущим известным художником метал-обложек Эдом Репкой, которому принадлежала идея нарисовать крылья по двум сторонам от названия группы и окрасить его нижнюю половину в пурпурный цвет. Насчёт последнего Хоглан отзывался не самым положительным образом, называя этот вариант оформления «пурпурным виноградным соусом» и убрав это окрашивание логотипа в следующем альбоме группы, Leave Scars.
Эрик Мейер позже упоминал в интервью, что из-за спешки с созданием второго варианта обложки он был разочарован получившейся работой. Журнал Kerrang! включил Darkness Descends в список «12 потрясающих альбомов с ужасными обложками», написав, что она выглядит как «кадр из дешёвого ужастика про зомби» и, если раньше она и могла кого-то испугать, то в настоящее время уже точно не сможет вызвать ужаса.

## Музыкальный стиль
На создание Darkness Descends оказали влияние такие группы, как Tank, Possessed и Exodus. По сравнению с We Have Arrived, второй альбом Dark Angel демонстрирует более техничное и скоростное исполнение. В первую очередь это связано с приходом в группу Джина Хоглана. Барабанщик вспоминал, что до этого у каждого из музыкантов были разные музыкальные вкусы и взгляды на то, какую именно музыку им следует писать. Но Хоглана, как и Джима Дёркина, больше привлекали экстремальные группы, наподобие Possessed, Destruction и Exodus, поэтому после присоединения барабанщика во время творческого процесса появился уклон в сторону создания более тяжёлых песен, что сказалось на увеличении брутальности и агрессивности альбома.
На большей части Darkness Descends представлены интенсивные барабанные партии с частым использованием двойной бас-бочки, скоростные гитарные риффы, быстрые гитарные соло и резкий, кричащий вокал. На некоторых песнях темп достигает 250 ударов в минуту, и благодаря этому альбому за Dark Angel закрепилось прозвище «кофеиновая машина из Лос-Анджелеса» (англ. L.A. Caffeine Machine). Группа не хотела сочинять среднетемповые трэш-метал-песни, наподобие ряда песен Metallica или Anthrax, а предпочитала создавать наиболее быстрые и тяжёлые композиции. По словам Джина Хоглана, группа записывала песни в более медленном темпе, чем они исполнялись на репетициях и концертах, чтобы итоговый материал в альбоме звучал более чётко.
За свою агрессивность и скорость альбом нередко отождествляли с немецкой трэш-метал-сценой, коллективы которой исполняли более экстремальный подвид трэш-метала, нежели их американские коллеги. Также Darkness Descends сравнивали с группой Slayer, и, в частности, с альбомом Reign in Blood, вышедшем на несколько недель раньше. На это барабанщик резко отвечал, что музыка Dark Angel не имеет ничего общего со Slayer, и музыканты не ставили себе целью превзойти своих коллег по скорости.

### Тексты
Тексты на Darkness Descends отличались от текстов большинства трэш-метал-групп тех времён. В основном, тогда было принято описывать либо сцены насилия, либо беснующуюся на концертах толпу, однако песни Dark Angel рассуждали на такие темы, как карма, реинкарнация, эвтаназия, потеря любимых людей. Это было достигнуто в основном за счёт участия Хоглана, который не только расширил круг используемых группой тем, но и обладал большим, по сравнению с другими участниками, словарным запасом, что позволило значительно обогатить текстовую составляющую альбома. Хоглан вспоминал, что ему всегда хотелось писать о более реальных вещах, нежели о вымышленных смертях и убийствах, поэтому он решил реализовать свои идеи в Dark Angel.

«Я был молодым человеком с большим словарным запасом, и если бы я мог использовать слово за 10 центов вместо слова за два цента, я бы сделал это. Когда я был подростком, я выучил много слов из лирики Rush. Я смотрю вокруг, и все группы, играющие в нашем стиле, пишут о том, чтобы прыгнуть в мошпит или порезать кого-нибудь ржавым ножом. Хорошо, у других групп есть это. Но нет причин, по которым мы не можем показать хотя бы толику ума в наших текстах. Я был большим фанатом Rush и решил, что попробую этот подход».
Оригинальный текст (англ.)“I was a young man with a large vocabulary, and if I could use a 10-cent word instead of a two-cent word, I would. I learned a lot of words when I was a pre-teenager from Rush lyrics. I’m looking around, and all the bands that are writing our style of music, everybody’s writing about jumpin’ in the pit, slashin’ somebody with a rusty knife. So OK, these other bands have that going for ’em. There’s no reason why we can’t show a modicum of intelligence with our lyrics. I was a nerdy Rush fan, and I figured I’d try that approach.

### Песни
1. Открывающая одноименная песня «Darkness Descends» была входновлена четвёртым выпуском из серии комиксов про Судью Дредда, в котором упоминались четыре тёмных судьи. Продолжительное интро, длящееся более полутора минут, изначально являлось отдельной инструментальной композицией под названием «Harbinger of Doom» (с англ. — «Предвестник гибели»), однако лейбл, по неизвестным группе причинам, решил объединить первые две песни в одну. В интервью 2018 года Джин Хоглан указывал на большое сходство партий из вступления к «Darkness Descends» и из второй части песни Metallica «One» из альбома …And Justice for All 1988 года, а именно использование секстолей, исполняемых одновременно двойной бас-бочкой с гитарами. Хоглан отмечал, что у Metallica первой строчкой в этом фрагменте является «Darkness…», что также, по его мнению, указывает на вероятный плагиат. Журнал Kerrang! поставил «Darkness Descends» на 33 место в своём списке «50 лучших открывающих песен в метале».
2. «Burning of Sodom» (с англ. — «Сожжение Содома») посвящена библейскому сюжету об уничтожении Богом городов Содома и Гоморры за грехи их жителей и является первой песней, с которой барабанщик Джин Хоглан начал участвовать в создании текстов для альбома. Однажды на репетиции, спустя несколько месяцев концертных исполнений песни, Хоглан спросил у Дона Доти, что именно тот поёт во время припева. На это Доти смущённо ответил, что к припеву слова так и не были написаны, и всё это время он просто выкрикивал нечленораздельные звуки. Тогда Хоглан, на тот момент ещё учившийся в школе, вспомнил, что он недавно написал несколько стихов в качестве домашнего задания по поэзии для урока английского, за которые получил отличную оценку. Один из стихов был посвящён сожжению Содома и Гоморры, и ударник предложил его группе в качестве текста песни. Музыканты были впечатлены его поэзией и предложили ему продолжить сочинять другие песни.
3. «Hunger of the Undead» (с англ. — «Голод нежити») повествует о карме, реинкарнации и поисках ответов на вопросы касательно жизни после смерти. Изначально песня имела одно только название без текста, и Джим Дёркин попросил Хоглана написать к ней слова, однако барабанщик не хотел писать стереотипный текст про плотоядных живых мертвецов и выбрал более философскую тематику.
4. «Merciless Death» (с англ. — «Безжалостная смерть») следует классическому сюжету трэш-металических песен тех лет и описывает слэм в первых рядах концерта. Песня была написана ещё для дебютного альбома коллектива, We Have Arrived, и была перезаписана для Darkness Descends в более быстром темпе и с расширенным вступлением. Так как группе была необходима ещё одна песня для выпуска альбома, музыканты решили, что эта композиция с предыдущего релиза звучит тяжелее остальных. Басовый проигрыш в самом начале композиции является единственным спокойный моментом во всём альбоме, после которого группа продолжает исполнять скоростной трэш-метал.
5. «Death Is Certain (Life Is Not)» (с англ. — «Смерть неизбежна (А жизнь нет)») посвящена эвтаназии и боли от потери любимого человека. На написание текста сильно повлияла смерть дяди Джина Хоглана, и музыкант использовал свои чувства в качестве источника вдохновения. По воспоминаниям Хоглана, несмотря на то, что Эрик Мейер указан в качестве соавтора музыки, его вклад в эту песню ограничился лишь предложением добавить в начало барабанный проигрыш.
6. «Black Prophecies» (с англ. — «Тёмные пророчества») рассказывает о человеке, которому была предсказана ужасная участь, но который не может ничего изменить и ему остаётся только принять свою судьбу. Песня была написана самой последней и демонстрирует более прогрессивный подход к созданию, который группа в дальнейшем будет применять в двух следующих альбомах. Несмотря на более медленный темп, восьмиминутная песня содержит множество продолжительных и интенсивных партий двойной бас-бочки, и Джин Хоглан вспоминал, что из-за сложности исполнения группа только один раз исполняла эту песню вживую.
7. «Perish in Flames» (с англ. — «Погибнуть в пламени») описывает начало Третьей Мировой войны и переживания относительно того, кто первым должен сбросить ядерные бомбы.

## Восприятие
| Оценки критиков               | Оценки критиков |
| Источник                      | Оценка          |
| ----------------------------- | --------------- |
| AllMusic                      | [ 21 ]          |
| Encyclopedia of Popular Music | [ 22 ]          |
| Metal.de                      | [ 15 ]          |
| Music Week                    | без оценки      |
| Rock Hard                     | [ 24 ]          |
| Ultimate Guitar               | [ 25 ]          |

На Darkness Descends музыкальные критики отмечали значительный рост группы по сравнению с их дебютным альбомом. Эдуардо Ривадавия в рецензии для AllMusic писал, что, несмотря на We Have Arrival, Darkness Descends представляет собой «настоящий» дебют Dark Angel. В двух рецензиях для немецкого журнала Rock Hard одинаково признаётся совершенствование технического исполнения музыкантов и их заметное желание превзойти в скорости игры все остальные группы трэш-метала. Большинство рецензентов связывает это с приходом в группу Джина Хоглана, который в дальнейшем получит известность как один из самых техничных барабанщиков в метале. Шон Пальмерстон из Exclaim! отмечал, что с Хогланом Dark Angel трансформировались из просто талантливых спид-металлистов в одних из лучших в своём жанре. Дэвид Коноу из газеты LA Weekly писал, что присоединение молодого барабанщика к Dark Angel и его участие в творческом процессе оказало особое влияние на успех Darkness Descends и помогло группе «выйти на новый уровень скорости, интенсивности и жестокости». Мэгги Фэрран из издания Music Week, сравнивая в ноябре 1986 года осенние новинки Combat Records, издававшиеся для британского рынка лейблом Under One Flag: альбомы Possesed, Nuclear Assault и Dark Angel — выделила текстовое наполнение последней, обратив внимание, что группа просто «брызжет желчью, темами кары Божьей и апокалипсиса, превосходно поданными на сногсшибательной скорости».
Критики указывали на скудную оригинальность и некое однообразие песен, однако признавали, что группа компенсирует всё это неистовой агрессией и беспрецедентной скоростью, «не оставляя вопросов без ответов и оставляя после себя только выжженную землю». Александр Сантель из Metal.de, помимо указанного, отмечал невысокое качество записи и местами неровную игру, но высказывал восхищение энергетикой альбома, соглашаясь с тем, что её трудно превзойти другим группам. Часть рецензентов сошлись во мнении, что Dark Angel в дальнейшем не удалось повторить успех своего второго альбома. И хотя последующие релизы группы предлагают более прогрессивный подход к созданию песен и также представляют из себя интерес для ознакомления, для многих именно Darkness Descends является знаковым альбомом, который вписал коллектив в историю трэш-метала.

### Признание
Многие музыканты экстремального метала признавали влияние Darkness Descends на своё творчество. Лидер польской дэт-метал-группы Vader, Пётр Вивчарек, называл этот альбом одним из пяти, изменивших его жизнь, отзываясь о нём, как о «квинтэссенции брутального трэша». Томми Виктор, фронтмен Prong, считает Darkness Descends одной из самых влиятельных записей раннего трэш-метала и отдельно отмечал экстраординарное техническое мастерство Джина Хоглана в то время. Фил Деммел из Machine Head называл этот альбом одним из важнейших альбомов трэш-метала, а Фенриз из Darkthrone упоминал его как один из своих любимых. Для вокалиста дэт-метал группы Obliteration, Синдре Солема, Darkness Descends являлся основным источником вдохновения в начале становления его коллектива, а сам альбом был одним из самых экстремальных образцов трэш-метала, иногда по тяжести представляя собой прото-дэт-метал. Также об альбоме уважительно высказывались музыканты Deicide, Morbid Angel, Obituary, Napalm Death, Suffocation и Municipal Waste.
Спустя годы альбом признавался многими музыкальными изданиями как один из величайших альбомов трэш-метала, оказавший большое влияние на развитие жанра. 1986 год, в конце которого был выпущен Darkness Descends, считается знаменательным годом для трэш-метала, в течение которого вышли такие знаковые релизы, как Master of Puppets, Reign in Blood, Peace Sells… but Who’s Buying?, Pleasure to Kill, Eternal Devastation, и второй альбом Dark Angel благодаря своей необычайной брутальности и агрессивности стоит с ними в одном ряду. В 2007 и 2020 годах журналы Revolver и Metal Hammer, соответственно, признавали этот альбом одним из важнейших альбомов трэш-метала 80-х годов — эпохи расцвета жанра.
Известный музыкальный критик Мартин Попофф включил альбом в свою книгу «500 лучших хеви-метал-альбомов всех времён», отметив «апокалиптическую» экстремальность релиза и сравнивая его стилистику с ранними записями дэт-метала. Журнал Decibel поместил Darkness Descends на 9 место в своём топе «50 лучших трэш-метал альбомов всех времён», а Terrorizer в аналогичном списке отвёл альбому 20 позицию, написав: «Darkness Descends являлся уродливой, безжалостной металлической резнёй, колеблющейся от тошнотворно быстрой, до тошнотворно тяжёлой». Альбом занял 11 место в списке «25 величайших трэш-метал альбомов всех времён» от журнала Kerrang!. Альбом также был включён в список важнейших трэш-метал-записей, составленный по мнению 17 музыкантов и критиков для газеты Phoenix New Times. Благодаря Darkness Descends Джастин Фаррар из журнала Spin поместил Dark Angel на 11 позицию среди 30 величайших трэш-метал групп. Дом Лоусон из Metal Hammer поставил Darkness Descends на шестое место в своём списке «20 лучших альбомов трэша», отметив, что хотя альбом вышел позже Reign in Blood и Pleasure to Kill, он смог превзойти эти более признанные релизы по скорости и ярости.

## Концертные выступления
| 18 января 1987 г. | Norman’s Place, Орора, Колорадо                |
| 19 января 1987 г. | D.J.’s Nightclub, Колорадо-Спрингс, Колорадо   |
| 22 января 1987 г. | Cabaret Metro, Чикаго, Иллинойс                |
| 23 января 1987 г. | Eagles Club, Милуоки, Висконсин                |
| 24 января 1987 г. | Blondie’s, Детройт, Мичиган                    |
| 25 января 1987 г. | Blondie’s, Детройт, Мичиган                    |
| 26 января 1987 г. | Shadows, Парма, Огайо                          |
| 29 января 1987 г. | The Eastside, Вашингтон                        |
| 31 января 1987 г. | City Gardens, Трентон, Нью-Джерси              |
| 1 февраля 1987 г. | The Paradise, Бостон, Массачусетс              |
| 2 февраля 1987 г. | Lupo’s Heartbreak Hotel, Провиденс, Род-Айленд |
| 7 февраля 1987 г. | Channel 1, Балтимор, Мэриленд                  |
| 8 февраля 1987 г. | CBGB’s, Манхэттен, Нью-Йорк                    |

Из-за своего безответственного отношения к деятельности Dark Angel, вскоре после выхода Darkness Descends Дон Доти (слева) был заменён на Рона Райнхарта (справа)

Незадолго до выхода Darkness Descends, 9 ноября 1986 года, Dark Angel отыграли свой первый концерт на восточном побережье США, в нью-йоркском клубе The Ritz, где они выступали на разогреве у Motörhead и Cro-Mags. После этого группа отыграла несколько концертов с Megadeth в Ричмонде и Вашингтоне. В середине января коллектив отправился в американский тур «Gates of Darkness» вместе с Possessed, которые выпустили свой второй альбом Beyond the Gates. Перед началом тура вокалист Дон Доти попал в автомобильную аварию, и ввиду отсутствия страховки, ему пришлось оплатить весь причинённый ущерб в размере 3000 долларов и влезть в долги, из-за чего он не отправился в тур вместе с группой. В последний момент группа связалась с Джимом Драбосом, вокалистом малоизвестной местной трэш-метал группы Death Force, который за неделю выучил все тексты коллектива и отыграл с ними все концерты. Однако после возвращения в Лос-Анджелес Драбос не захотел оставаться с Dark Angel и предпочёл устроиться работать полицейским, поэтому музыканты решили дать Доти ещё один шанс.
После тура с Possessed группа отыграла с Доти два концерта в Квебеке вместе с Crumbsuckers и Agression, а также несколько выступлений в Лос-Анджелесе с Possessed, Cryptic Slaughter, Evildead, Sacred Reich, Viking и Slayer. В июле 1987 года Dark Angel отправились в тур «Darkness Descends» в качестве хэдлайнеров вместе с Overkill, Whiplash и Rotting Corpse. В этом туре Доти пропустил концерт, проходивший в Сан-Антонио, и Хоглану пришлось петь вместо него. Из-за этого отношения Доти к работе в коллективе (помимо пропуска концерта, он регулярно пропускал репетиции, от чего страдало его концертное исполнение), Dark Angel приняли решение окончательно уволить вокалиста. 19 сентября 1987 года Доти отыграл последний концерт с группой в калифорнийском клубе Fender’s Ballroom, после чего к коллективу присоединился Рон Райнхарт, который оставался вокалистом Dark Angel вплоть до их распада в 1992 году.

## Список композиций
| №                   | Название                         | Текст песни              | Музыка                        | Перевод названия                 | Длительность |
| ------------------- | -------------------------------- | ------------------------ | ----------------------------- | -------------------------------- | ------------ |
| 1.                  | «Darkness Descends»              | Джин Хоглан              | Джим Дёркин, Хоглан           | «Тьма Опускается»                | 5:50         |
| 2.                  | «The Burning of Sodom»           | Дёркин, Хоглан, Дон Доти | Дёркин, Эрик Мейер            | «Сожжение Содома»                | 3:17         |
| 3.                  | «Hunger of the Undead»           | Хоглан                   | Дёркин, Хоглан, Мейер         | «Голод нежити»                   | 4:17         |
| 4.                  | «Merciless Death»                | Дёркин, Доти             | Дёркин                        | «Безжалостная смерть»            | 4:04         |
| 5.                  | «Death Is Certain (Life Is Not)» | Хоглан                   | Дёркин, Хоглан, Мейер, Роб Ян | «Смерть неизбежна (А жизнь нет)» | 4:15         |
| 6.                  | «Black Prophecies»               | Хоглан                   | Дёркин, Хоглан                | «Тёмные пророчества»             | 8:32         |
| 7.                  | «Perish in Flames»               | Доти                     | Дёркин                        | «Погибнуть в пламени»            | 4:51         |
| Общая длительность: | Общая длительность:              | Общая длительность:      | Общая длительность:           | Общая длительность:              | 35:06        |

| №                   | Название                                                 | Длительность |
| ------------------- | -------------------------------------------------------- | ------------ |
| 8.                  | «Merciless Death» (концертная версия)                    | 3:44         |
| 9.                  | «Perish in Flames/Darkness Descends» (концертная версия) | 8:27         |
| Общая длительность: | Общая длительность:                                      | 47:17        |

## Участники записи
Dark Angel
- Дон Доти — вокал
- Эрик Мейер — гитара, звукоинженер
- Джим Дёркин — гитара
- Роб Ян — бас-гитара (не указан в качестве участника группы)
- Джин Хоглан — ударные, ритм-гитара

Участники концертных записей
- Рон Райнхарт — вокал
- Майк Гонсалес — бас-гитара

Технический персонал
- Рэнди Бёрнс — продюсирование, звукоинженер
- Кейси МакМакин — звукоинженер
- Стив Синклэйр — исполнительный продюсер
- Марк Вайнберг — художественное оформление
- Эд Репка — логотип